# Club Calcio Catania 1956-1957
Questa pagina raccoglie le informazioni riguardanti il Club Calcio Catania nelle competizioni ufficiali della stagione 1956-1957.

## Stagione
Scaduto il mandato della triarchia nell'estate 1956, la presidenza del Catania viene confermata ad Agatino Pesce. La scelta del nuovo allenatore cade su Ernesto Matteo Poggi detto "Gipo" che vanta una lunga carriera di calciatore vissuta a Genova, dove ha vestito le maglie di tutte le squadre genovesi, "Gipo" classe 1913, si appresta a vivere la sua prima esperienza lontano dalla lanterna. La squadra viene completamente ribaltata, se ne vanno Guido Klein, dopo sei stagioni con 135 presenze e 47 reti, Quoiani, Bassetti, Ghiandi, il portiere Bardelli, i difensori Boniardi, Bravetti e Santamaria. Sono una decina i volti nuovi di un Catania rinnovato. Eppure disputa un ottimo campionato, sfiorando la promozione, persa all'ultima giornata di campionato in quel di Modena (1-0), una vittoria e sarebbe stata promozione diretta, un pareggio sarebbero stati spareggi. Nella stagione 1956-1957 il Catania disputò l'undicesimo campionato di Serie B della sua storia, con 42 punti si piazzò al quarto posto. Amichevole di lusso il 16 dicembre 1956 allo stadio Cibali, ospite del Catania l'Honved di Budapest, secondo la stampa il club più forte del mondo, ed il suo calciatore simbolo, quel Ferenc Puskás, guida della nazionale magiara, fino ad un passo dal titolo mondiale in Svizzera nel 1954, finirà (9-2) per gli ospiti, con una rete perla da 50 metri di Puskás, ma è comunque festa per il pubblico e per la società etnea.

## Divise
| 1ª maglia |

## Organigramma societario
Area direttiva
- Presidente: Agostino Pesce

Area tecnica
- Allenatore: Gipo Poggi

## Rosa
| N. |                   | Ruolo | Calciatore        |
| -- | ----------------- | ----- | ----------------- |
|    | Italia (bandiera) | P     | Mario Camilloni   |
|    | Italia (bandiera) | P     | Gino Menozzi      |
|    | Italia (bandiera) | P     | Antonio Seveso    |
|    | Italia (bandiera) | D     | Leandro Colangeli |
|    | Italia (bandiera) | D     | Luigi Origgi      |
|    | Italia (bandiera) | D     | Guglielmo Toros   |
|    | Italia (bandiera) | C     | Celestino Celio   |
|    | Italia (bandiera) | C     | Elio Grani        |
|    | Italia (bandiera) | C     | Nino Malinverni   |
|    | Italia (bandiera) | C     | Nilo Palazzoli    |

| N. |                           | Ruolo | Calciatore           |  |
| -- | ------------------------- | ----- | -------------------- |  |
|    | Italia (bandiera)         | C     | Sergio Perin         |  |
|    | Italia (bandiera)         | A     | Mauro Bicicli        |  |
|    | Italia (bandiera)         | A     | Sebastiano Buzzin    |  |
|    | Italia (bandiera)         | A     | Pietro Fiorindi      |  |
|    | Italia (bandiera)         | A     | Renato Gelio         |  |
|    | Danimarca (bandiera)      | A     | Karl Aage Hansen     |  |
|    | Italia (bandiera)         | A     | Francesco Patino     |  |
|    | Germania Ovest (bandiera) | A     | Karl-Heinz Spikofski |  |
|    | Italia (bandiera)         | A     | Renzo Uzzecchini     |  |

## Risultati

### Serie B

#### Girone di andata
| Arbitro: | Guarnaschelli (Pavia) |

|               |           |                                          |
| Marchetto 36’ | Marcatori | 22’, 25’ Fiorindi 81’ Patino 82’ Bicicli |

| Arbitro: | Boati (Milano) |

|                                     |           |  |
| Barison 5’ Danieli 15’ Calegari 88’ | Marcatori |  |

| Arbitro: | Annoscia (Bari) |

|                |           |                          |
| Hansen 9’, 61’ | Marcatori | 50’ Tinazzi 71’ Castaldo |

| Arbitro: | Marangio (Roma) |

|                                            |           |  |
| Origgi 51’ (rig.) Celio 64’ Uzzecchini 77’ | Marcatori |  |

| Arbitro: | Grillo (Afragola) |

|                                |           |                      |
| Darin 18’ Bordignon 33’ (rig.) | Marcatori | 9’ (aut.) Stabellini |

| Arbitro: | Annoscia (Bari) |

|            |           |  |
| Bicicli 5’ | Marcatori |  |

| Arbitro: | Marangio (Roma) |

|               |           |  |
| Mezzalira 18’ | Marcatori |  |

| Arbitro: | Ferrari (Milano) |

|                   |           |  |
| Origgi 62’ (rig.) | Marcatori |  |

| Arbitro: | Mori (Cremona) |

|  |           |                 |
|  | Marcatori | 50’, 78’ Buzzin |

| Arbitro: | Angelini (Firenze) |

|  |           |           |
|  | Marcatori | 32’ Perin |

| Arbitro: | Guarnaschelli (Pavia) |

|           |           |          |
| Grani 79’ | Marcatori | 50’ Poli |

| Arbitro: | De Robbio (Torre Annunziata) |

|                               |           |            |
| Origgi 53’ (rig.) Bicicli 88’ | Marcatori | 84’ Alfier |

| Arbitro: | Fornari (Bologna) |

|             |           |  |
| Santoni 63’ | Marcatori |  |

| Arbitro: | Canepa (Genova) |

|                                          |           |                |
| Uzzecchini 41’ Bicicli 52’ Spikofski 89’ | Marcatori | 81’ Pistorello |

| Arbitro: | Ferrari (Milano) |

|             |           |              |
| Biagini 18’ | Marcatori | 7’ Spikofski |

| Arbitro: | Caputo (Napoli) |

|                              |           |  |
| Buzzin 5’ Colombo 11’ (aut.) | Marcatori |  |

| Arbitro: | De Marchi (Pordenone) |

|                |           |  |
| Uzzecchini 25’ | Marcatori |  |

#### Girone di ritorno
| Arbitro: | Mori (Cremona) |

|                           |           |  |
| Buzzin 20’, 35’ Celio 22’ | Marcatori |  |

| Arbitro: | Adami (Roma) |

|                |           |                  |
| Uzzecchini 43’ | Marcatori | 64’ (aut.) Toros |

| Arbitro: | Kainer (Wolfsberg) |

|            |           |  |
| Vitali 41’ | Marcatori |  |

| Arbitro: | Pieri (Trieste) |

|           |           |                   |
| Sassi 74’ | Marcatori | 72’ (rig.) Origgi |

| Arbitro: | Marchetti (Milano) |

|                       |           |  |
| Buzzin 57’ Patino 68’ | Marcatori |  |

| Arbitro: | Ferrari (Milano) |

|               |           |                      |
| Nicoletti 52’ | Marcatori | 31’, 70’, 84’ Patino |

| Arbitro: | Grillo (Afragola) |

|                            |           |               |
| Bicicli 16’ Uzzecchini 59’ | Marcatori | 67’ Mezzalira |

| Arbitro: | Piemonte (Monfalcone) |

|               |           |  |
| Farinelli 24’ | Marcatori |  |

| Catania 31 marzo 1957 26ª giornata | Catania         | 0 – 0 | Sambenedettese | Stadio Cibali\| Arbitro: \| Caputo (Napoli) \| |
| Arbitro:                           | Caputo (Napoli) |       |                |                                                |

| Arbitro: | Annoscia (Bari) |

|                          |           |  |
| Uzzecchini 9’ Buzzin 49’ | Marcatori |  |

| Arbitro: | Bernardi (Bologna) |

|                                                  |           |                         |
| Basiliani 23’ (rig.), 53’ (rig.) Stefanini I 64’ | Marcatori | 69’ (rig.), 87’ Bicicli |

| Arbitro: | Perego (Milano) |

|                        |           |               |
| Pravisano 51’ Erba 72’ | Marcatori | 2’ Uzzecchini |

| Arbitro: | Angelini (Firenze) |

|                              |           |  |
| Buzzin 44’, 80’ Fiorindi 51’ | Marcatori |  |

| Arbitro: | Jonni (Macerata) |

|                           |           |                       |
| Milani 28’ Pistorello 71’ | Marcatori | 45’ (rig.) Uzzecchini |

| Arbitro: | Piemonte (Monfalcone) |

|                                  |           |             |
| Buzzin 9’ Fiorindi 21’, 37’, 55’ | Marcatori | 72’ Manzino |

| Arbitro: | Angelini (Firenze) |

|                             |           |                                       |
| Origgi 5’ (aut.) Danova 39’ | Marcatori | 3’, 55’ (rig.) Uzzecchini 40’ Bicicli |

| Arbitro: | Piemonte (Monfalcone) |

|               |           |  |
| Scarascia 87’ | Marcatori |  |

## Statistiche

### Statistiche di squadra
| Competizione | Punti | In casa | In casa | In casa | In casa | In casa | In casa | In trasferta | In trasferta | In trasferta | In trasferta | In trasferta | In trasferta | Totale | Totale | Totale | Totale | Totale | Totale | DR  |
| Competizione | Punti | G       | V       | N       | P       | Gf      | Gs      | G            | V            | N            | P            | Gf           | Gs           | G      | V      | N      | P      | Gf     | Gs     | DR  |
| ------------ | ----- | ------- | ------- | ------- | ------- | ------- | ------- | ------------ | ------------ | ------------ | ------------ | ------------ | ------------ | ------ | ------ | ------ | ------ | ------ | ------ | --- |
| Serie B      | 42    | 17      | 13      | 4       | 0       | 33      | 8       | 17           | 5            | 2            | 10           | 20           | 23           | 34     | 18     | 6      | 10     | 53     | 31     | +22 |

### Statistiche dei giocatori[2]
| Giocatore       | Serie B  | Serie B |
| Giocatore       | Presenze | Reti    |
| --------------- | -------- | ------- |
| M. Bicicli      | 32       | 8       |
| S. Buzzin       | 34       | 10      |
| M. Camilloni    | 2        | -?      |
| C. Celio        | 21       | 2       |
| L. Colangeli    | 11       | 0       |
| P. Fiorindi     | 16       | 6       |
| R. Gelio        | 17       | 0       |
| E. Grani        | 33       | 1       |
| K.A. Hansen     | 17       | 2       |
| N. Malinverni   | 23       | 0       |
| G. Menozzi      | 30       | -?      |
| L. Origgi       | 29       | 4       |
| N. Palazzoli    | 11       | 0       |
| F. Patino       | 11       | 5       |
| S. Perin        | 4        | 1       |
| A. Seveso       | 2        | -?      |
| K.H. Spifkovski | 16       | 2       |
| G. Toros        | 34       | 0       |
| R. Uzzecchini   | 31       | 10      |